# Dina Cocea (actriță din România)
Maria Constantina (Dina) Cocea (n. 27 noiembrie 1912, București – d. 28 octombrie 2008, București) a fost o actriță română. A desfășurat o prestigioasă activitate teatrală la Teatrul Național București și Teatrul Național Radiofonic, având apariții rare, dar memorabile, pe micul sau marele ecran.

## Date biografice
Fiică a scriitorului N.D. Cocea și a Floricăi Mille (fiica lui Constantin Mille), Dina Cocea s-a născut la București la data de 27 noiembrie 1912. Sora ei a fost viitoarea actriță Tanți Cocea (1909-1990).
Studiile de actorie le-a absolvit la Paris. Debutul teatral a avut loc tot la Paris, în anul 1934. Debutul în România și l-a făcut la Teatrul „Comedia” din București, în 17 ianuarie 1935, cu piesa de teatru „Adevăratul Iacob”, în rolul dansatoarei Yvette, alături de George Timică.
Pe marile ecrane a apărut pentru prima dată în 1934, într-un rol din filmul La jeune fille d'une nuit. Debutul în filmul românesc s-a produs în 1939, în filmul O noapte de pomină, după care au urmat apariții în filmele Neamul Șoimăreștilor, Ștefan cel Mare - Vaslui 1475, Mușchetarul român sau Iancu Jianu haiducul.
Unii apropiați au afirmat că Dina Cocea a frecventat intimitatea baronului Manfred von Killinger (în perioada cât acesta a fost ambasador al Germaniei în România), apoi pe cea a lui Gheorghe Gheorghiu-Dej (cu care ar fi avut o legătură discretă).
Între anii 1941-1949 a fost director la Teatrul Nostru (teatru pe care l-a înființat alături de Fory Etterle și Jenică Constantinescu, avându-l pe Ion Șahighian ca prim-regizor) și la Studioul Teatrului Nostru, iar în perioada 1952-1962 a fost decan al Facultății de Teatru. Începând din 1956, a reprezentat România la congrese internaționale sau la manifestările organizate de ONU și UNESCO „fără să am pregătire de specialitate - drept, economie sau ceva de felul ăsta; și atunci a trebuit să învăț, ca o școlăriță, multe lucruri noi”. Între anii 1979 și 1989 a fost președintele Asociației Oamenilor de Artă din Instituțiile Teatrale și Muzicale. Dina Cocea a fost deputat în Marea Adunare Națională în perioada 1965-1969.
De-a lungul timpului, Dina Cocea a jucat în peste zece filme de lung-metraj, a avut peste o sută de roluri în spectacole de teatru, teatru radiofonic și teatru pentru televiziune. A avut o prodigioasă activitate eseistică și publicistică, scriind nenumărate articole de sinteză, critică și cronică dramatică în presa de specialitate autohtonă și din străinătate.
Între anii 2001 și 2008 a fost societar de onoare al Teatrului Național din București.
Pentru activitatea sa deosebită i-a fost conferit titlul de Doctor honoris causa al Universității de Artă Teatrală și Cinematografică din București.
A încetat din viață cu o lună înainte de a împlini vârsta de 96 de ani.

## Filmografie
- O noapte de pomină (1939)[14]
- Neamul Șoimăreștilor (1965) - Doamna Elisabeta Movilă[15]
- Ciprian Porumbescu (1973) - sora pastorului Gorgon[16]
- Ștefan cel Mare - Vaslui 1475 (1975) - sultana Mara
- Mușchetarul român (1975)[17]
- Curcanii (1977), de Grigore Ventura, regia Virgil Bradateanu, Anca Ovanez-Dorosenco
- Aurel Vlaicu (1978)
- Cântec pentru fiul meu (1980)
- Iancu Jianu haiducul (1981)
- Atac în bibliotecă (1993)

## Premii și distincții
- Medalia „A cincea aniversare a Republicii Populare Române” (24 decembrie 1952) „pentru lupta și munca duse în vederea făuririi, consolidării și prosperării Republicii Populare Române”[18]
- Ordinul Muncii clasa a II-a (23 ianuarie 1953) „pentru merite deosebite, pentru realizări valoroase în artă și pentru activitate merituoasă”[19]
- Ordinul Muncii clasa a II-a (12 august 1959) „pentru activitate rodnică în dezvoltarea științei și culturii din Republica Populară Romînă”[20]
- titlul de Artist Emerit (28 martie 1962) „pentru realizări valoroase în domeniul artistic”[21][22]
- Ordinul „Meritul Cultural” clasa a II-a (6 noiembrie 1967) „pentru merite deosebite în domeniul artei dramatice”[23]
- Ordinul „Meritul Cultural” clasa I (20 aprilie 1971) „pentru merite deosebite în opera de construire a socialismului, cu prilejul aniversării a 50 de ani de la constituirea Partidului Comunist Român”[24]
- Ordinul „Meritul Cultural” clasa I (21 august 1979) „pentru contribuția deosebită adusă la înfăptuirea politicii Partidului Comunist Român de făurire a societății socialiste multilateral dezvoltate în patria noastră, cu prilejul celei de-a 35-a aniversări a revoluției de eliberare socială și națională, antifascistă și antiimperialistă”[25]
- Ordinul național „Steaua României” în grad de Cavaler (29 noiembrie 2002) „pentru crearea și transmiterea cu talent și dăruire a unor opere literare semnificative pentru civilizația românească și universală”[26]

## Filatelie

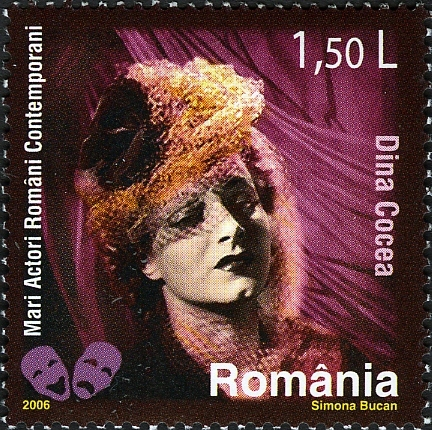
Portretul actriței Dina Cocea, pe o marcă poștală emisă în anul 2006

- Seviciile poștale ale României au pus în circulație, în anul 2006, o marcă poștală, cu valoarea nominală de 1,50 lei, purtând portetul actriței Dina Cocea, în seria Mari actori români contemporani.